# 東日本大震災の出版への影響

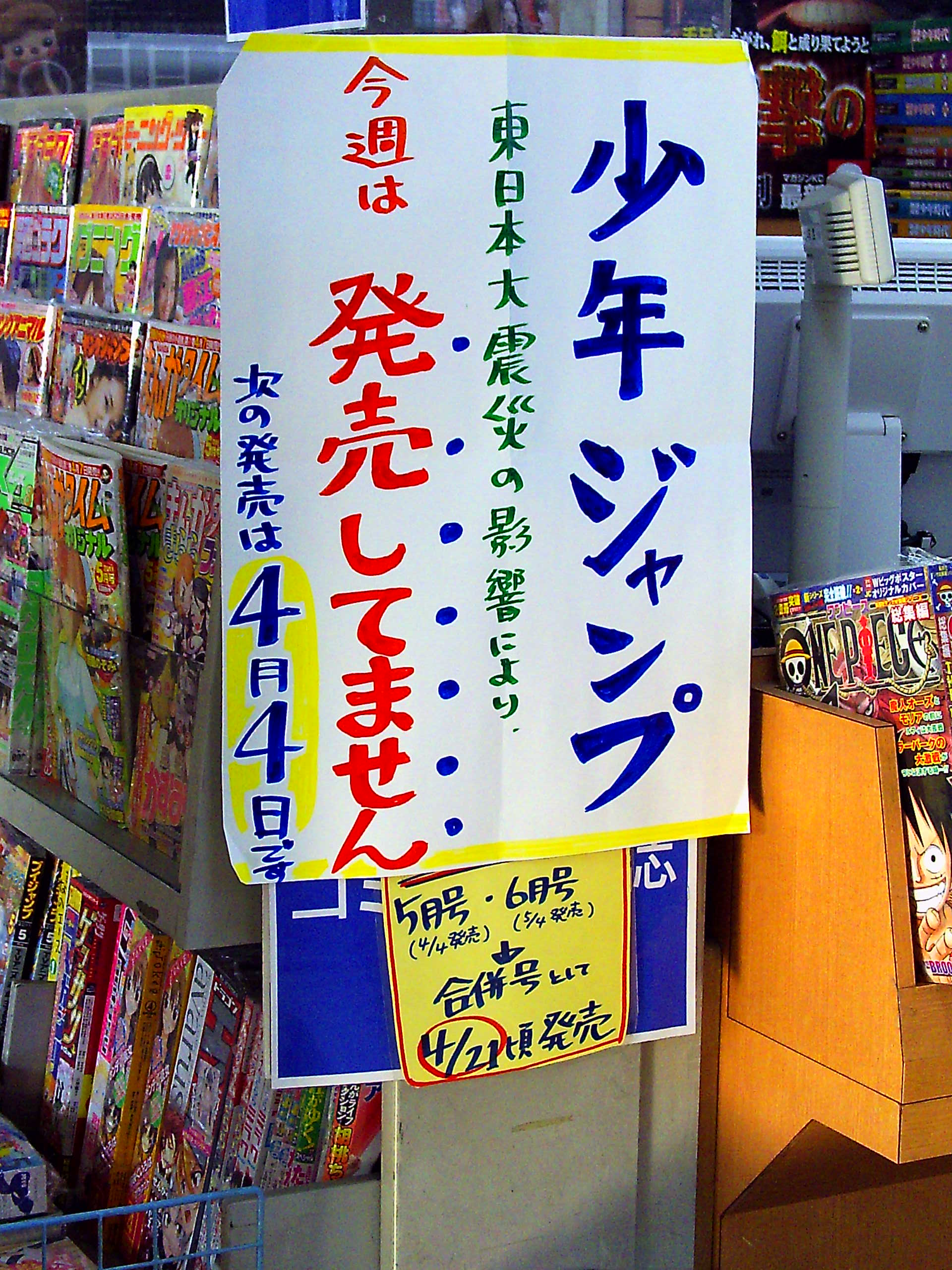
『週刊少年ジャンプ』についての告知

東日本大震災の出版への影響（ひがしにほんだいしんさいのしゅっぱんへのえいきょう）では、東日本大震災が発生したことにより生じた出版への影響について記述する。

## 新聞
東日本大震災が発生した直後には、各新聞社からは号外が発行され、駅前などといった多くの人が行き来する公共の場で無料で配布された。そして翌日以降の新聞の内容には、震災に関連した情報に多面が割り当てられている。また各新聞社から、震災からしばらく経った時期に、主要記事や報道写真などの記録を収録した大判書籍が出版されている。

## 雑誌
雑誌も新聞と同様に、震災以降に出版された号では震災関連の多くの記事が掲載されたり、特集が組まれたりした。また、震災関連の記事のみを扱った臨時増刊を出版した企業も存在する。地震による被害に逢ったことで雑誌を出版できなくなったという例も存在しており、被災地に工場が置かれていた企業は紙、インク、燃料の不足や交通状況の悪化から稼動できなくなったり、本が水に浸かったという形での被害により、数多くの雑誌が発売延期や発売中止となった。

## 単行本
震災以降、各出版社からは震災に関連する様々な単行本が出版されている。東野圭吾、山本弘、滝川クリステルなど著作者の中には、売り上げによって得られる印税の全部あるいは一部を東日本大震災の被災者に寄付すると発表している者が存在する。人々の原子力や放射能に対しての関心が高まり、震災以降には関連する書籍が多く売れるようになっている。

## 漫画・娯楽関係
『週刊漫画ゴラク』（日本文芸社）連載の『白竜LEGEND』で2月より連載中であった「原子力マフィア編」が、「東北地方太平洋沖地震による被害状況に鑑み」として、3月18日発売の4月1日号をもって中断となった（その後2013年に再開された）。『ポケットモンスターSPECIAL』のコミック売り上げ1000万冊突破記念企画の一環として、マイファーストワイド版が3巻にわたって発売される予定であったが、4月27日発売予定の第2巻および5月27日発売予定の第3巻は「震災における諸般の事情の考慮として」発売を延期することになった。
一方で、仙台市出身の荒木飛呂彦による『ジョジョリオン』（『ジョジョの奇妙な冒険』Part8）など、震災後の被災地を舞台とした作品も徐々に登場している。